# José Azevedo
José Bento Azevedo Carvalho mais conhecido por José Azevedo (Vila do Conde, 19 de Setembro de 1973) é um ex-ciclista profissional português. Os principais sucessos na sua carreira foram 5º lugar no Giro d'Italia (Volta à Itália) de 2001, e 6º e 5º lugares no Tour de France (Volta à França) de 2002 e 2004, respectivamente.
Profissional desde 1993 representou o Recer-Boavista até 1995. De 1996 a 2000 representou a equipa
Maia - CIN. Em 2001 muda-se para a equipa espanhola da Once onde esteve até 2003.
Em 2004 muda-se para a equipa americana do US Postal. Em 2005 muda-se para a equipa americana do Discovery Channel. 
No Tour de France 2005 terminou na 30º posição, o que foi um pouco aquém das expectativas, mas Johann Bruynnel (director desportivo da equipa Discovery Channel) afirmou que seria um dos principais líderes da equipa no Tour de France 2006, juntamente com Yaroslav Popovych, George Hincapie e Paolo Savoldelli. Integrou a equipa Discovery Channel e, na época de 2006 já ficou no 6º lugar no Paris-Nice (vitória de Floyd Landis), obteve o 10º lugar na Volta ao País Basco (vitória de Samuel Sanchéz) e obteve um 4º lugar no Dauphiné Liberé (vencido por Levi Leipheimer), depois de brilhar no mítico Mont Ventoux. Envergou o dorsal número 1 no Tour de France 2006 e terminou a competição em 19º lugar na geral individual. No dia 25 de Agosto, o Benfica anunciou a contratação de Azevedo para o lugar de chefe-de-fila. Ao transferir-se para o clube encarnado, Azevedo poderá tentar ganhar finalmente a Volta a Portugal, cuja participação na prova estaria sempre em risco devido ao calendário exigente da Discovery Channel. Em Fevereiro de 2008, José Azevedo em conferência de imprensa anunciou o fim da sua carreira como ciclista no final do ano de 2008. O que veio a acontecer em Agosto no final da Volta a Portugal.
Foi director desportivo da equipa Katusha.
hoje e o Representante da equipa e diretor desportivo da Efapel Cycling

## Volta a Portugal
- (1994)  (17º Lugar) (Vencedor Prémio da Juventude)
- (1995)  (8º Lugar)
- (1996)  (5º Lugar)
- (1997)  (Vencedor de 1 Etapa)
- (2000)  (4º Lugar)
- (2007)  (6º Lugar)

## Volta a França
- (2002)  ( 6º Lugar)
- (2003)  (26º Lugar)
- (2004)  ( 5º Lugar)
- (2005)  (30º Lugar)
- (2006)  (19º Lugar)

## Volta a Itália
- (2001)  (5º Lugar)

## Campeonatos Nacionais
- 1 Campeonato Nacional Contra-Relógio  (1997)

## Palmares
- G.P. Portugal Telecom ('00)
- GP Costa Azul ('96)
- Grande Prêmio Torres Vedras-Troféu Joaquim Agostinho + 2 etapas ('98)
- etapa Deutschland Tour ('03)
- etapa Vuelta Asturias ('00)
- etapa GP CTT Correios de Portugal  ('07)
- etapa GP Sport Noticias  (99'00)
- 2x etapas Volta a Portugal  ('98, '97)
- 2x etapas Volta ao Algarve em Bicicleta  ('01, '00)
- Volta a Portugal do Futuro + 2 etapas (98)
- 2x etapas GP Abimota (93,99)
- 1º no GP de Almoçageme (94,96)
- 4 etapas GP de Almoçageme (94,96,97)
- 1º no Criterium Casais de São Lourenço (94)
- 1º classificação da juventude volta a Portugal (94)
- 1º no Prologo Grande Prémio Jornal de Notícias (95)
- 1º na classificação juventude volta a Portugal (95)
- 1º no GP Internacional Costa Azul (96)
- etapa Grande Prémio do Minho (96)
- 1º no Circuito de Santarem (96)
- GP Abimota + 1 etapa (97)
- GP Sport Noticias (97)
- 1º na Clássica de Vila Franca de Xira (98)
- etapa no Grande Prêmio Torres Vedras-Troféu Joaquim Agostinho (99)
- 1º classificaçao combinado Volta a Portugal (00)
- etapa 1 Vuelta a España Contrarrelógio por equipas (02)
- etapa 4 Tour de France Contrarrelógio por equipas (04)
- etapa 4 Tour de France Contrarrelógio por equipas (05)